# Jméno, město, zvíře, věc

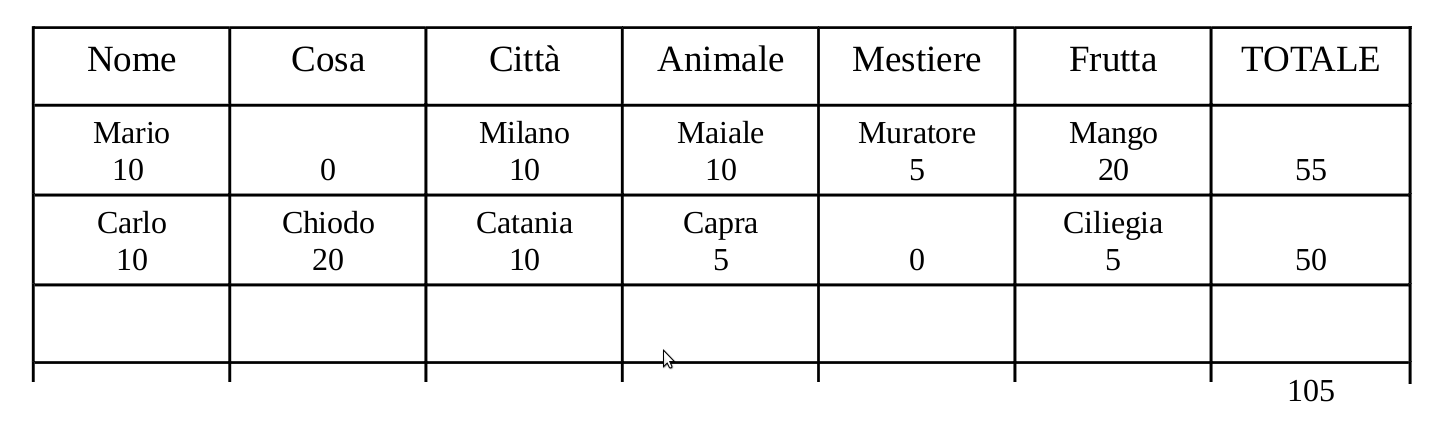
Tabulka hry

Jméno, město, zvíře, věc (země, rostlina atd.) je vědomostní hra pro dva a více hráčů.
Název hry je odvozen od čtyř základních kategorií, pro které se jednotliví hráči individuálně snaží nalézt (vymyslet) odpovídající zástupce (slova) se shodným počátečním písmenem. Počet kategorií není omezen a závisí pouze na dohodě hráčů, přičemž se nemusí vždy jednat o podstatná jména, ale i o jiné slovní druhy (např. slovesa). Obtížnost hry se může zvýšit výběrem specifických kategorií (např. jméno zpěváka, sportovce, název jídla apod.). 

## Pravidla
Pravidla hry jsou jednoduchá. Každý hráč si vezme papír s tabulkou, tužku a nadepíše si sloupce podle dohodnutých kategorií a jeden pro bodování. Poté se zvolí hráč, který řekne nahlas „A“ a potom potichu pokračuje v přeříkávání abecedy, dokud jiný zvolený hráč neřekne „STOP“. Hráči píší do jednotlivých kolonek slova patřící do dané kategorie začínající na písmenko, u kterého hráč skončil. Jakmile někdo vyplní všechny kolonky a řekne „STOP“ nebo doběhne časový limit, kolo končí a počítají se body. Pokračuje se dalším kolem. Vyhrává ten, kdo na konci hry má nejvyšší počet celkových bodů.

## Bodování
Existuje několik způsobů bodování, jedním z nich je např. tento:
- Pokud vyplnil kolonku příslušné kategorie jen jeden hráč, dostane 20 bodů.
- Při hře 3 hráčů: pokud jeden hráč nevyplnil kolonku a zbylí dva mají rozdílně vyplněné kolonky, získají 15 bodů.
- Při hře 3 hráčů: pokud jeden hráč nevyplnil kolonku a zbylí dva mají stejně vyplněné kolonky, získají 10 bodů.
- Pokud kolonku vyplnili dva a více hráčů, ale každý napsal jiné slovo, dostane každý po 10 bodech.
- Pokud kolonku vyplnili stejně dva a více hráčů, dostane každý po 5 bodech.
- Za prázdnou kolonku hráč nezískává žádný bod.

Strategií hry je jako první nalézt zástupce ke všem kategoriím a pokud možno s unikátními slovy, která se neobjevují v tabulce ostatních hráčů.